# Гурецкий, Хенрик Миколай
Хе́нрик Мико́лай Гуре́цкий (пол. Henryk Mikołaj Górecki [ˈxɛnrɨk mʲiˈkɔwaj ɡuˈrɛtski]; 6 декабря 1933, Черница, под Рыбником, Силезия — 12 ноября 2010, Катовице) — польский композитор.

## Биография
Родился в скромной семье, любящей музыку. Двухлетним ребёнком потерял мать. Заболел костным туберкулёзом, почти два года провёл в больнице, пережил четыре операции. В 1952 году начал учиться в Рыбникской высшей музыкальной школе (кларнет, скрипка, фортепиано, теория музыки), закончил четырёхлетний курс за 3 года. Начал сочинять. Впервые его сочинения, отмеченные влиянием К. Шимановского и Б. Бартока, были исполнены в 1958 году. К 1960-м годам он уже вобрал авангардный опыт А. Веберна, Я. Ксенакиса, П. Булеза. Его Первая симфония, исполненная на фестивале молодежи в Париже, получила международное признание. Он продолжил учёбу в Париже, где испытал влияние О. Мессиана и К. Штокхаузена. Несмотря на признание во Франции, Гурецкий вернулся в Польшу и, за исключением короткого пребывания в Берлине, никогда не покидал страну. С 1968 года преподавал композицию в Катовицкой высшей музыкальной школе, с 1975 года — профессор; воспитал нескольких известных учеников, в их числе Эугениуш Кнапик, и родного сына Миколая Гурецкого (р. 1971), который также является профессиональным композитором. 
Подал в отставку в 1979 году в знак протеста против запрета польских властей на приезд в страну Папы Римского Иоанна Павла II.
Умер 12 ноября 2010 года. Был кремирован и похоронен на кладбище в городе Катовице.

## Творчество
Зрелая музыка Гурецкого — образец сакрального минимализма, направления, которое представляют также Арво Пярт, Петерис Васкс, Гия Канчели, Владимир Мартынов, София Губайдулина и др.
Ключевое и наиболее известное сочинение — Третья симфония для сопрано и оркестра «Симфония скорбных песнопений» (1976). Исполненная Дон Апшоу и Лондонской симфониеттой (1992), запись симфонии разошлась более чем миллионом экземпляров и принесла композитору мировую известность.
Последним произведением Хенрика Гурецкого является Симфония № 4, посвящённая польскому композитору Александру Тансману, впервые исполненная посмертно Лондонским филармоническим оркестром в 2014 году.   

## Сочинения
- op. 1 Cztery preludia для фортепиано (1955)
- op. 2 Toccata для двух фортепиано (1955)
- op. 3 Trzy pieśni (1956)
- op. 4 Wariacje для скрипки и фортепиано (1956)
- op. 5 Quartettino для двух флейт, гобоя и скрипки (1956)
- op. 6 I Sonata для фортепиано (1956/1984/1990)
- op. 7 Pieśni o radości i rytmie для двух фортепиано и камерного оркестра (1956)
- op. 8 Sonatina w jednej części для скрипки и фортепиано (1956)
- op. 9 Pięć małych preludiów для фортепиано (1956)
- op. 10 Sonata для двух скрипок (1957)
- op. 11 Koncert для пяти инструментов и струнного квартета (1957)
- op. 12 Epitafium для смешанного хора и камерного ансамбля (1958)
- op. 13 Pięć utworów для двух фортепиано (1959)
- op. 14 I Symfonia «1959» для струнного оркестра и перкуссии
- op. 15 Trzy diagramy для флейты соло (1959)
- op. 16 Monologhi для сопрано, двух арф и перкуссии (1960)
- op. 17 Scontri для оркестра (1960)
- op. 18 Diagram IV для флейты соло
- op. 19 Genesis — цикл из трёх сочинений для разных инструментальных ансамблей:
- I — Elementi per tre archi для струнного трио (1962)
- II — Canti strumentali per 15 esecutori (1962)
- III — Monodram per soprano, metalli di percussione e sei violbassi для сопрано, перкуссии и шести контрабасов (1963)
- (b.op.) Trzy utwory w dawnym stylu для струнного оркестра (1963)
- op. 20 Choros I для струнного оркестра (1964)
- op. 21 Refren для оркестра (1965)
- op. 22 Muzyczka I для двух скрипок и гитары (1967)
- op. 23 Muzyczka II для 4 труб, четырёх тромбонов, двух фортепиано и перкуссии (1967)
- op. 24 Muzyka Staropolska для оркестра (1969)
- op. 25 Muzyczka III для трех альтов (1967)
- op. 26 Cantata для органа соло (1968)
- op. 27 Canticum graduum для оркестра (1969)
- op. 28 Muzyczka IV «Koncert puzonowy» для кларнета, тромбона, виолончели и фортепиано (1970)
- op. 29 Ad Matrem для сопрано, смешанного хора и оркестра (1971)
- op. 30 Dwie pieśni sakralne для баритона и оркестра (1971); op. 30b — для баритона и фортепиано
- op. 31 II Symfonia «Kopernikowska» для сопрано, баритона, смешанного хора и оркестра (1972)
- op. 32 Euntes ibant et flebant для смешанного хора a cappella (1972)
- op. 33 Dwie piosenki на стихи Ю.Тувима для четырёх голосов (1972)
- op. 34 Trzy tańce для оркестра (1973)
- op. 35 Amen для смешанного хора (1975)
- op. 36 Третья симфония «Симфония печальных песен» («Symfonia pieśni żałosnych») для сопрано и симфонического оркестра (1976)
- op. 37 Trzy małe utworki для скрипки и фортепиано (1977)
- op. 38 Beatus Vir для баритона, смешанного хора и оркестра, посвящено папе Иоанну Павлу II (1979)
- op. 39 Szeroka woda, 5 песен для смешанного хора a cappella (1979)
- op. 40 Koncert для клавесина (или фортепиано) и струнного оркестра (1980)
- op. 41 Mazurki для фортепиано (1980)
- op. 42 Dwie pieśni на слова Ф. Гарсиа Лорки для голоса и фортепиано (1956/1980)
- op. 43 Błogosławione pieśni malinowe на слова Ц. К. Норвида для голоса и фортепиано (1980)
- op. 44 Miserere для большого смешанного хора a cappella (1981)
- op. 45 Wieczór ciemny się uniża, 5 народных песен для смешанного хора a cappella (1981)
- op. 46 Wisło moja, Wisło szara, народные песни для смешанного хора a cappella (1981)
- op. 47 Kołysanki i tańce для скрипки и фортепиано (1982)
- op. 48 Śpiewy do słów J. Słowackiego для голоса и фортепиано (1983)
- op. 49 Trzy kołysanki для смешанного хора a cappella (1984/1991)
- op. 50 Ach, mój wianku lewandowy, 7 песен для смешанного хора a cappella (1984)
- op. 51 Idzie chmura, pada deszcz, 5 народных песен для смешанного хора a cappella (1984)
- op. 52 Utwory różne для фортепиано (1956—1961/1990)
- op. 53 Recitativa i ariosa «Lerchenmusik» для кларнета, виолончели и фортепиано (1984/1985/1986)
- op. 54 Pieśni Maryjne, 5 песен для смешанного хора a cappella (1985, исп. 13.11.2005)
- op. 55 O Domina nostra. Medytacje o Jasnogórskiej Pani Naszej для сопрано и органа (1985)
- op. 56 Pod Twoją obronę для 8 голосов смешанного хора a cappella (1985)
- op. 57 Na Anioł Pański biją dzwony для смешанного хора a cappella на слова К. Тетмайера (1986)
- (b.op.) Pieśni kościelne, 21 песня для смешанного хора a cappella (1986)
- op. 58 Dla Ciebie, Anne-Lill для флейты и фортепиано (1986/1990)
- op. 59 Aria «scena operowa» для тубы, фортепиано, тамтама и большого барабана (1987)
- op. 60 Totus Tuus для смешанного хора a cappella (1987)
- op. 61 Przybądź Duchu Święty для смешанного хора a cappella (1988)
- op. 62 Już się zmierzcha, muzyka na kwartet smyczkowy (1988)
- op. 63 Good Night для сопрано, альт-флейты, фортепиано и 3 тамтамов (1990)
- (b.op.) Intermezzo для фортепиано (1990)
- op. 64 Quasi una fantasia (II струнный квартет) (1990—1991)
- op. 65 Concerto-cantata для флейты и оркестра (1992)
- op. 66 Kleines Requiem für eine Polka для камерного ансамбля (1993)
- op. 67 III струнный квартет …pieśni śpiewają (1993—1995/2005, исп. 15.10.2005, Кронос-квартет)
- op. 68 Trzy pieśni do słów Marii Konopnickiej для голоса и фортепиано (1954—1955/1995)
- op. 69 Trzy fragmenty do słów Stanisława Wyspiańskiego для голоса и фортепиано (1996)
- op. 70 Valentine Piece для флейты и колокольчика (1996)
- op. 71 [Кларнетный квинтет, для кларнета и струнного квартета] (1996)
- op. 72 Salve, Sidus Polonorum для большого смешанного хора, органа, двух фортепиано и перкуссии (1997)
- op. 73 Mała fantazja для скрипки и фортепиано (1997)
- op. 75 Hej, z góry, z góry! kóniku bury, 5 народных песен для хора a capella или для голоса и фортепиано (2003)
- op. 76 Lobgesang для смешанного хора и колокольчиков (2000)
- op. 78 Quasi una fantasia, версия для большого струнного оркестра op.64) (2002)
- op. 79 Dla Jasiunia, три пьесы для скрипки и фортепиано (2003)
- op. 80 Po co żeś tu przyszło Siwa Mgło, для двух скрипичных групп (2003)
- op. 81 Pieśń Rodzin Katyńskich для смешанного хора a cappella (2004, исп. 13.11.2005)
- op. 83 Kyrie для хора и камерного оркестра (2004—2005)
- op. 85 Четвёртая Симфония «Эпизоды Тансмана» для фортепиано, органа и симфонического оркестра (2006)

## Признание и награды
Орден Белого орла (2010), Орден Возрождения Польши 2 степени (2003), Орден Возрождения Польши 3 степени (1994), Орден Святого Григория Великого (2009), Орден Ecce Homo (2000). Доктор honoris causa Университета кардинала С. Вышиньского (Варшава) (1993).